# Cryptogramma
Genre
Synonymes
- Neurosoria Mett. ex Kuhn[2]
- Phorolobus Desv.[3],[2]

Cryptogramma est un genre de fougères de la famille des Pteridaceae.

## Liste d'espèces
Selon BioLib (9 août 2016) :
- Cryptogramma acrostichoides R. Br.
- Cryptogramma cascadensis E.R. Alverson
- Cryptogramma crispa (L.) R. Br. ex Hook.
- Cryptogramma sitchensis (Rupr.) T. Moore
- Cryptogramma stelleri (Gmel.) Prantl

Selon Catalogue of Life (9 août 2016) :
- Cryptogramma acrostichoides R. Br. apud Richards.
- Cryptogramma bithynica S.Jess., L.Lehm. & Bujnoch
- Cryptogramma brunoniana
- Cryptogramma cascadensis E.R. Alverson
- Cryptogramma crispa (L.) R. Br. ex Hook.
- Cryptogramma fumariifolia (Phil. ex Bak.) Christ
- Cryptogramma gorovoii Vaganov & Shmakov
- Cryptogramma sitchensis (Rupr.) Moore
- Cryptogramma stelleri (Gmel.) Prantl

Selon GRIN (9 août 2016) :
- Cryptogramma acrostichoides R. Br.
- Cryptogramma sitchensis (Rupr.) T. Moore
- Cryptogramma stelleri (S. G. Gmel.) Prantl

Selon ITIS (9 août 2016) :
- Cryptogramma acrostichoides R. Br.
- Cryptogramma cascadensis E.R. Alverson
- Cryptogramma crispa (L.) R. Br.
- Cryptogramma sitchensis (Rupr.) T. Moore
- Cryptogramma stelleri (S.G. Gmel.) Prantl

Selon The Plant List (9 août 2016) :
- Cryptogramma acrostichoides R. Br.
- Cryptogramma brunoniana Wall. ex Hook. & Grev.
- Cryptogramma cascadensis E.R. Alverson
- Cryptogramma crispa (L.) R. Br. ex Hook.
- Cryptogramma densa Diels
- Cryptogramma emeiensis Ching & K.H. Shing
- Cryptogramma gracilis (Michx.) Clute
- Cryptogramma japonica (Thunb.) Prantl
- Cryptogramma raddeana Fomin
- Cryptogramma shensiensis Ching
- Cryptogramma sitchensis (Rupr.) T. Moore
- Cryptogramma stelleri (S.G. Gmel.) Prantl

Selon Tropicos (9 août 2016) (Attention liste brute contenant possiblement des synonymes) :
- Cryptogramma acrostichoides R. Br.
- Cryptogramma aurata (Kaulf.) Prantl
- Cryptogramma bithynica S. Jess., L. Lehm. & Bujnoch
- Cryptogramma brunoniana Wall. ex Hook. & Grev.
- Cryptogramma cascadensis E.R. Alverson
- Cryptogramma crispa (L.) R. Br. ex Hook.
- Cryptogramma densa Diels
- Cryptogramma emeiensis Ching & K.H. Shing
- Cryptogramma fumariifolia (Phil.) Christ
- Cryptogramma gorovoii Vaganov & Shmakov
- Cryptogramma gracilis (Michx.) Clute
- Cryptogramma heterophylla (L.) Prantl
- Cryptogramma japonica (Thunb.) Prantl
- Cryptogramma raddeana Fomin
- Cryptogramma retrofracta Grev. & Hook.
- Cryptogramma robusta Pappe & Rawson
- Cryptogramma shensiensis Ching
- Cryptogramma sitchensis (Rupr.) T. Moore
- Cryptogramma stelleri (S.G. Gmel.) Prantl